# Paraspidophryxus terminalis
Paraspidophryxus terminalis is een pissebed uit de familie Dajidae. De wetenschappelijke naam van de soort is voor het eerst geldig gepubliceerd in 1977 door Leonard Peter Schultz.